# Beautiful (singel Eminema)
Beautiful – czwarty oficjalny singel amerykańskiego rapera Eminema promujący jego szósty album Relapse. Wydany został 12 maja 2009 r. na iTunes.